# Гау, Иоганнес
Иога́нн[ес] Га́у (нем. Johannes Hau; 1771—1838) — российский художник прибалтийского происхождения.

## Биография
Родился 17 апреля 1771 года во Фленсбурге в семье капитана корабля Йенса Петерсена Гау (нем. Jens Petersen Hau) и его жены, Марии Элизабет Аренц (нем. Marie Elisabeth Arenz).
В 1795 году Иоганнес Хау прибыл в Таллинн и получил профессию мастера-живописца в гильдии Канути, к которой принадлежали прежде всего ювелиры, часовщики, шляпники, пекари, сапожники и художники. В 1806 году он был избран главой гильдии, а с 1818 года до конца своей жизни он был старшим членом гильдии Канути.
Выполненные гуашью ведуты Ревеля и Нарвы работы Иоганнеса Гау пользовались большой популярностью у высокопоставленных гостей из Санкт-Петербурга, посещавших спа-заведения Ревеля.
В 1823 году предприимчивый художник организовал в своем доме на улице Карья выставку, посвящённую видам окрестностей Ревеля, которая была одной из первых персональных выставок в Ревеле.
Скончался Иоганнес Гау 22 июля 1838 года в Ревеле, похоронен на кладбище Копли.

## Галерея

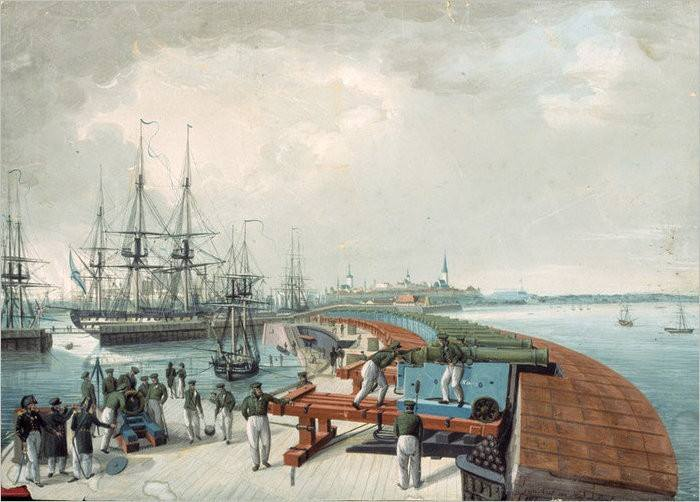
Вид на Ревельскую гавань с русской артиллерией, 1817 Г.
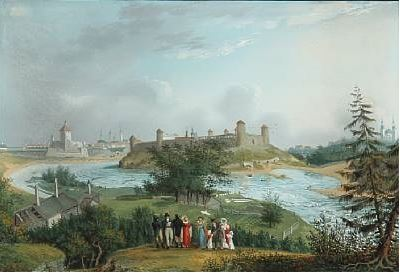
Вид на Ивангородскую крепость из Нарвы, 1820 г.
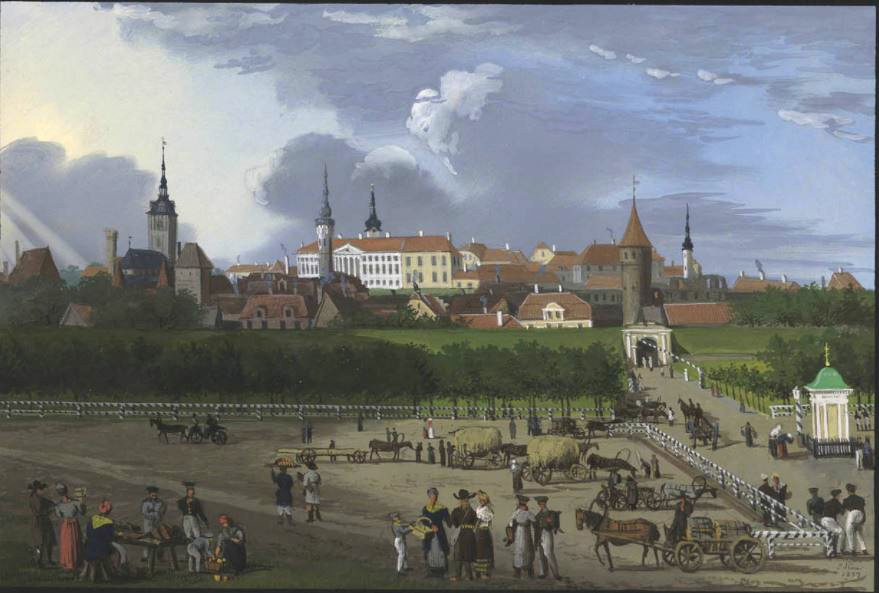
Вид на Ревель с северо-востока, 1827 г.
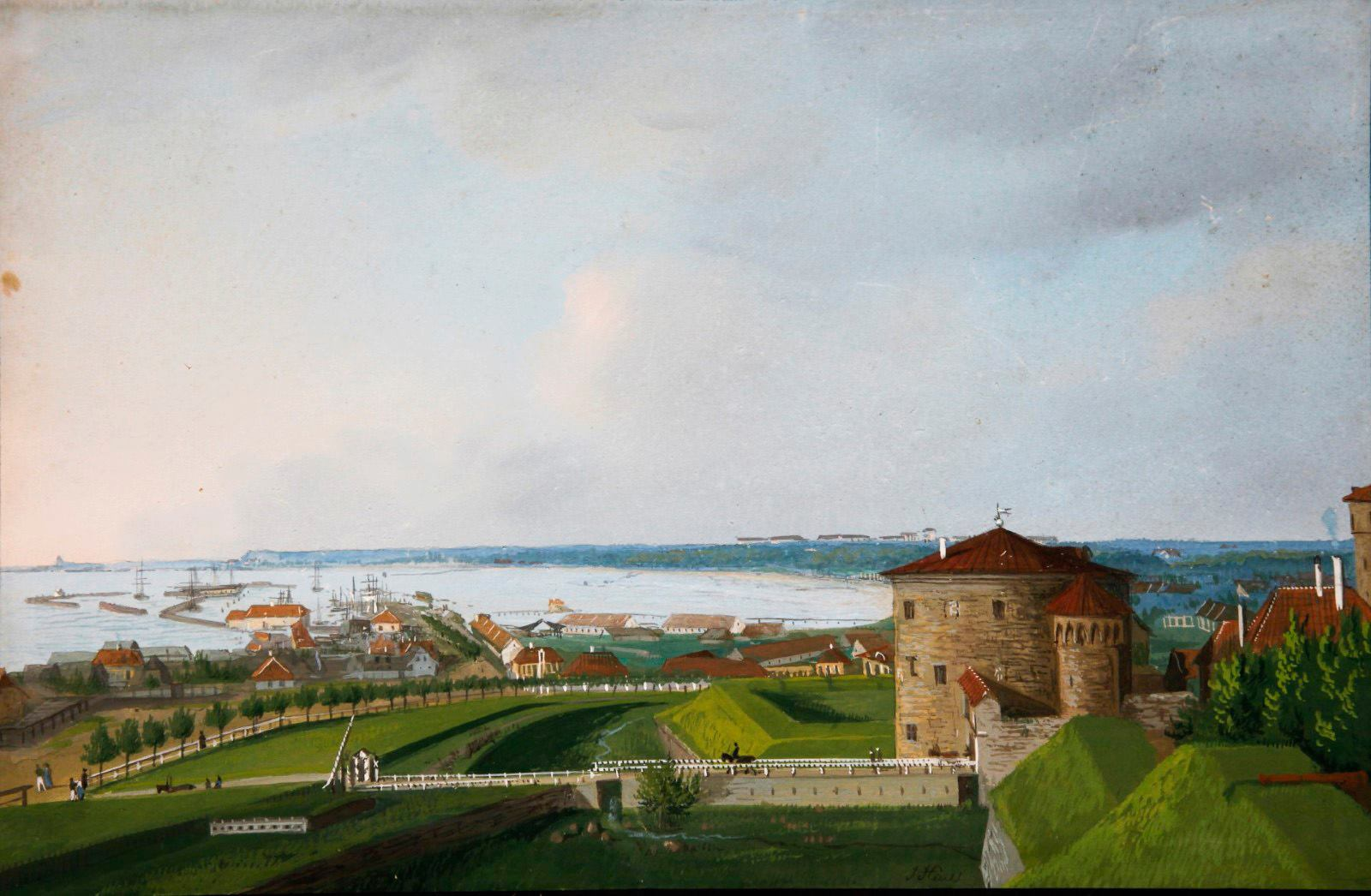
Ревель, вид на Большие пляжные ворота, ДО 1838 Г.

## Семья
Был трижды женат. С 1795 года женат на Кристине-Элизабет, урождённой Плошкус, в первом браке Лёнвиг (Christina Elisabeth, geboren Ploschkus, verwitwet Lönwig), затем — на Анетте-Юлиане Нильсен (Annette Juliane Nielsen), с 1811 года — на Юлиане-Каролине Шефтиген (Juliane Caroline Saefftigen). В трёх браках родились 14 детей, в том числе:
- Эдуард (1807—1887)
- Александр (1814—1875)
- Владимир (1816—1895)

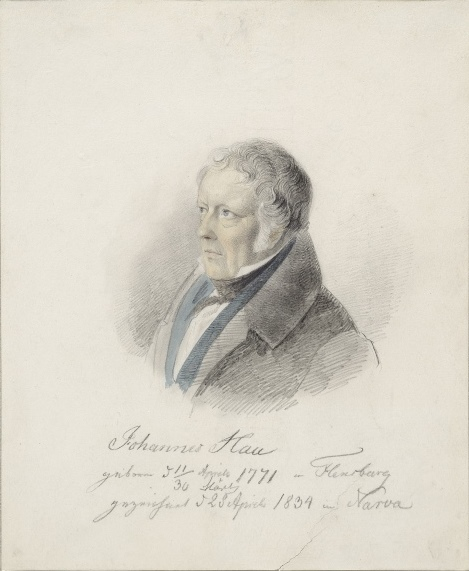
Портрет Иоганнеса Гау, 1834 г.
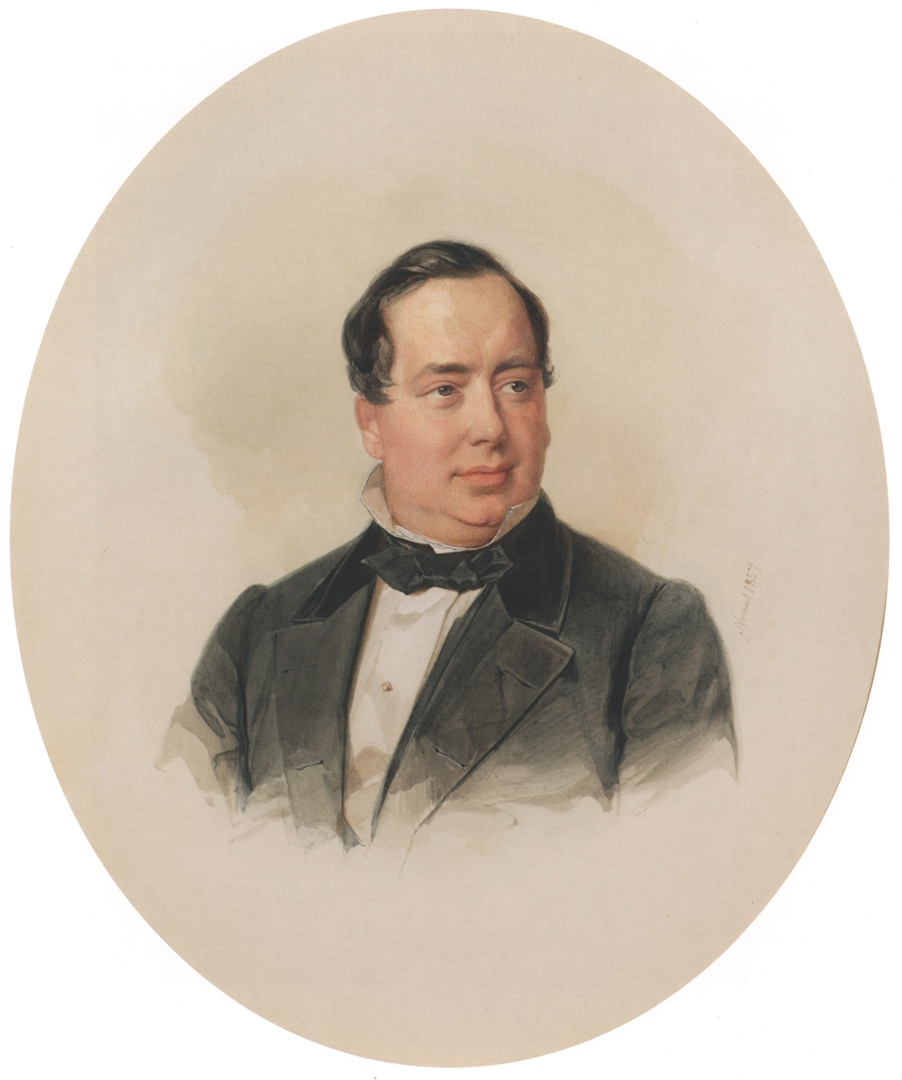
Портрет Александра Гау, 1857 г.
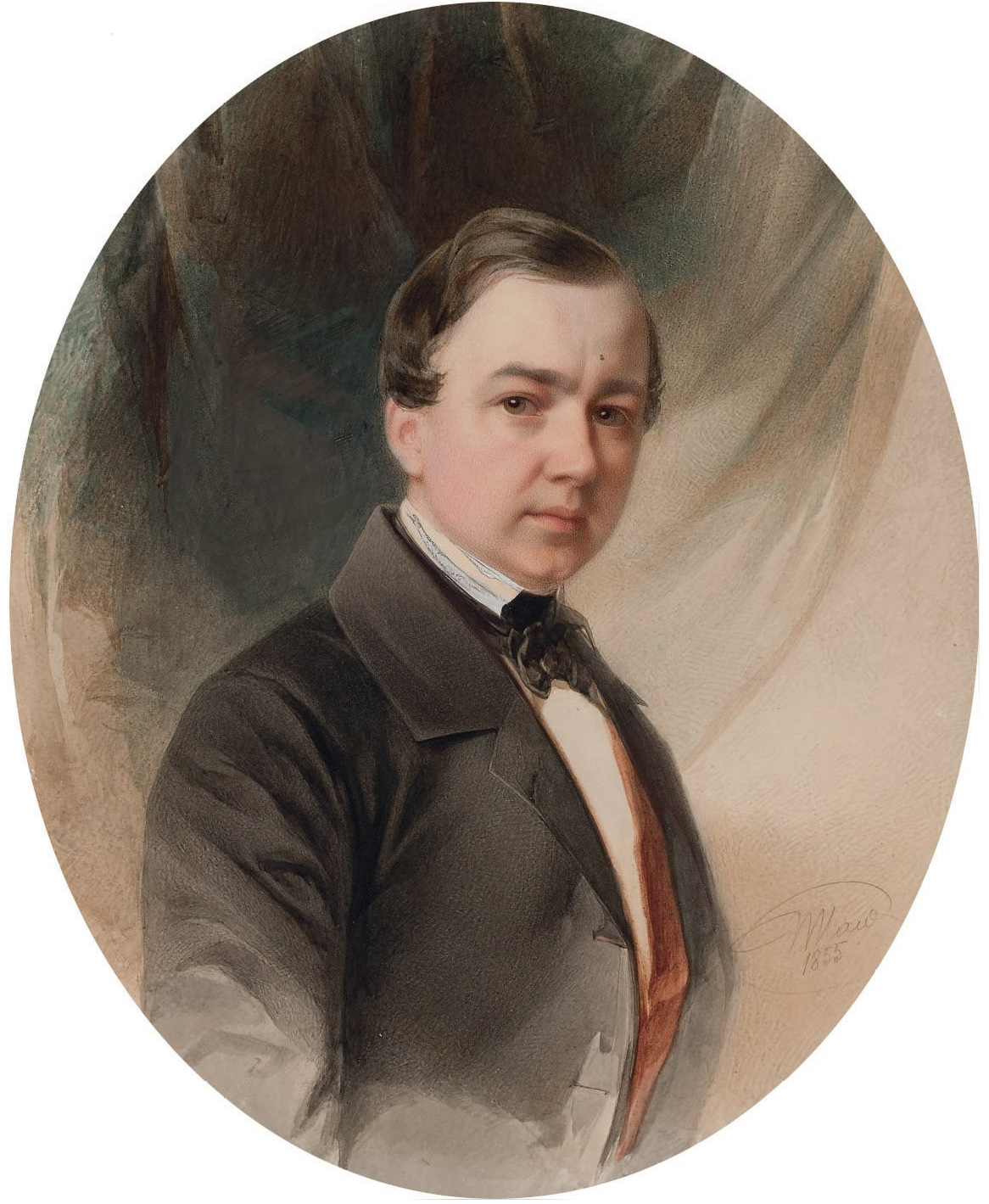
Портрет Владимира Гау, 1855 г.